# Victor French
Victor French (teljes nevén Victor Edwin French) (Santa Barbara, 1934. december 4. – Los Angeles, 1989. június 15.) amerikai színész és rendező.
Főleg a A farm, ahol élünk és a Út a mennyországba című sorozatokban nyújtott alakításairól ismert.

## Élete és pályafutása
Édesapja, Ted French szintén színész volt, főként az 1940-es években szerepelt westernfilmekben.  1963-ban a Gunsmoke egy epizódjában szerepelt édesapjával közösen, aki 1978-ban halt meg. Kezdetben Victor French is westernfilmekben tűnt fel.

## Halála és emlékezete
Erős dohányos volt, 1989 áprilisában tüdőrákot diagnosztizáltak nála. Két hónappal később hunyt el Los Angelesben.
1998-ban a következő múzeumokban örökítették meg emlékét:
- Western Performers Hall of Fame (1998)
- National Cowboy & Western Heritage Museum (Oklahoma City, Oklahoma).[5]